# Dama da Noite
Die Dama da Noite [ˌdamɐ da ˈnoi̯t͡ʃi] (Cestrum laevigatum), ins Deutsche übersetzt „Dame der Nacht“, ist eine Pflanzenart, die zur Familie der Nachtschattengewächse (Solanaceae) gehört. Die Heimat ist Lateinamerika. Es ist eine psychoaktive Pflanze. Die Früchte und Blätter werden von den Einheimischen wegen ihrer „angeblichen“ halluzinogenen Wirkung als Ersatz für Cannabis geraucht.

## Beschreibung
Cestrum laevigatum wächst als Strauch oder kleiner Baum, der aufrecht, kletternd oder herabhängend wächst und Wuchshöhen von bis zu 4 m, selten bis 10 m erreicht. Die Zweige sind anfangs kantig mit bräunlich-grauer bis hellgrauer Rinde. Nur die jüngsten Pflanzenteile sind flaumig behaart. Die zerstreut und ausgebreitet bis hängend an den Zweigen angeordneten Laubblätter sind 0,5 bis 2,5 cm Blattstielen gestielt. Die häutige bis dünn ledrige, einfache Blattspreite weist eine Länge von 3 bis 20 cm und eine Breite von 1,3 bis 7 cm auf. 
Die zahlreichen, meist achselständigen Blütenstände sind 2 bis 20 mm lang und zwei- bis zehnblütig. Der Blütenstandsschaft ist 0,5 bis 11 mm lang. Die Hochblätter sind 2 bis 15 × 0,1 bis 4 mm groß. Die Blütenstiele sind bis zu 1 (selten 2) mm lang. Die zwittrigen Blüten sind fünf- (selten sechs-)zählig. Die Kelchblätter sind röhrig bis fast glockig verwachsen. Der Kelch weist eine Länge von 2 bis 4 (selten bis 5) mm und einen Durchmesser von 1,2 bis 2,5 mm auf. Die fünf Kelchzähne sind 0,5 × 1,5 mm groß. Die fünf (selten sechs) grünlichen bis gelblich-weißen oder gelblichen Kronblätter sind röhrig bis trichterförmig verwachsen. Sie enden in Kronlappen mit einer Größe von 3 bis 6 × 1,5 bis 2,7 mm auf. Es ist ein Kreis mit fünf (oder selten sechs) Staubblättern vorhanden, die gleichgestaltig bis etwas ungleich sind. Die aufrechten Staubfäden sind bis mindestens zwei Drittel der Länge mit der Kronröhre verwachsen, 2,5 bis 5 mm stehen frei. Die roten oder bräunlichen Staubbeutel haben eine Größe von 0,7 bis 0,8 × 0,3 bis 0,5 mm. Der ei- bis verkehrt-eiförmige Fruchtknoten ist 1,3 bis 2 mm lang und 0,5 bis 0,8 mm stark und enthält 7 bis 14 Samenanlagen. Der Griffel ist 13 bis 15 mm lang.
Die Früchte sind mehr oder weniger eiförmige, glänzende Beeren, die eine Größe von 10 bis 12 × 4 bis 6 mm besitzen und wenige Samen enthalten. Die Beeren sind giftig. Die Samen besitzen eine Größe von 3,5 bis 5,5 × 1,5 bis 2,4 × 0,7 bis 1 mm.

## Verbreitung
Das Verbreitungsgebiet von Cestrum laevigatum ist Südamerika mit Brasilien, Argentinien und Paraguay und die Westindischen Inseln, wobei das Hauptvorkommen an der südbrasilianischen Küste liegt.
Cestrum laevigatum ist in einigen afrikanischen Gebieten, besonders in Südafrika verwildert.